# Centro de exposiciones ExCeL

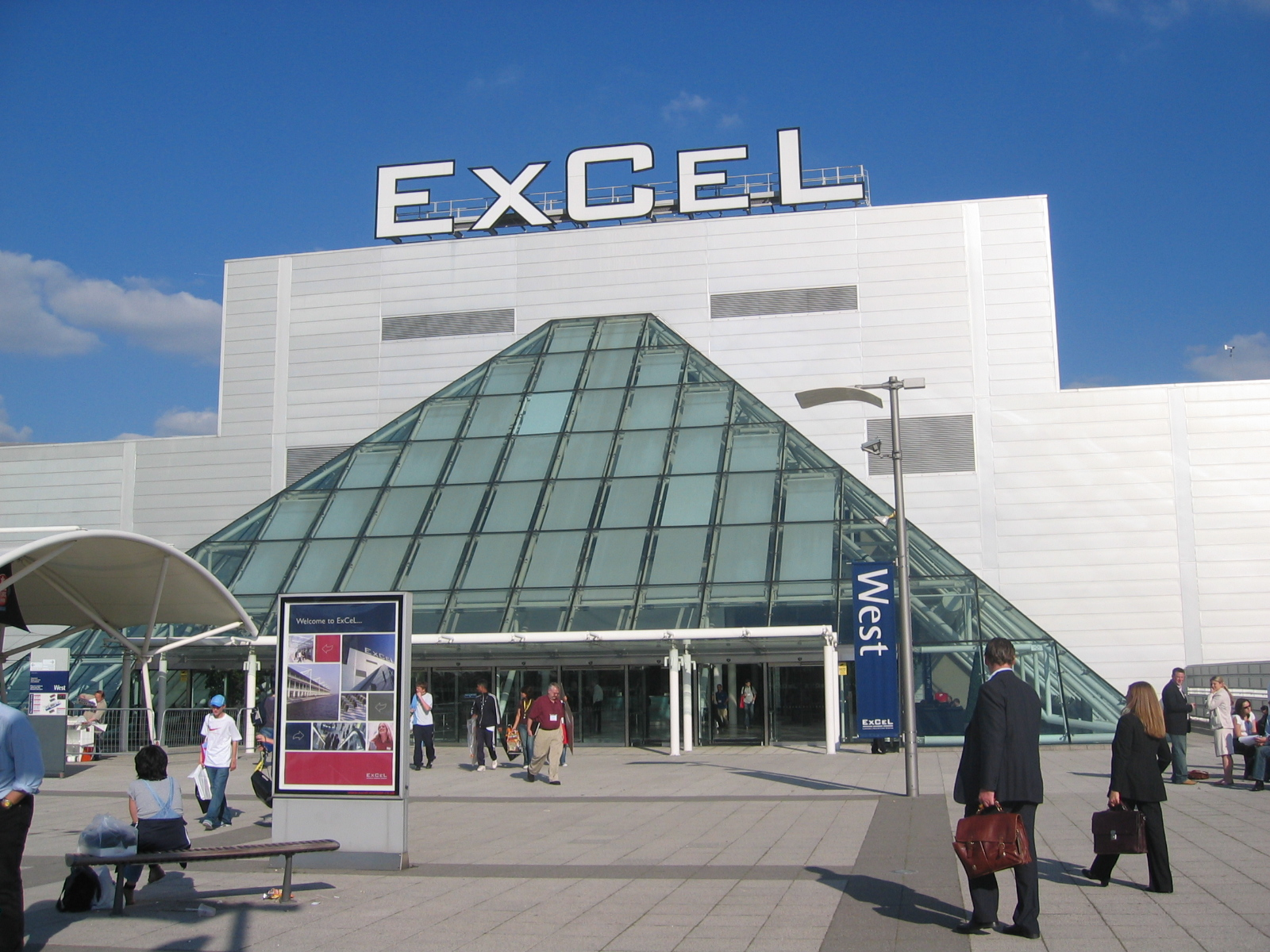
ExCel Exhibition Centre.

El centro de exposiciones ExCeL (sigla del inglés Exhibition Centre London) es un recinto ferial, de congresos y de eventos de gran envergadura, abierto al público en el año 2000, que se encuentra al este de Londres, en el área de las dársenas (Docklands) del río Támesis. 

## Características
El ExCeL está ubicado en un solar de 400.000 m² en la dársena conocida como Royal Victoria Dock. Consiste en dos recintos principales con una superficie de 32.500 m² cada uno. Estos pueden ser seccionados en unidades más pequeñas según sean las necesidades del evento o exposición a realizarse.
Para llegar al ExCeL se cuenta con las siguientes posibilidades de transporte público: las líneas de cercanías North London o la Docklands Light Railway (estación Custom House). El Aeropuerto de la Ciudad de Londres se encuentra a un kilómetro al este de la feria.

## Exposiciones
El ExCeL se ha convertido en poco tiempo en sede de numerosas y prestigiosas ferias comerciales internacionales, entre las que cabe destacar las siguientes:
- World Travel Market (feria de turismo),
- London International Wine & Spirits Fair (vinos y licores),
- Hotelympia (equipamiento hotelero),
- Toy Fair (juguetes),
- International Food & Drink Exhibition (alimentación),
- London Book Fair (librería y papelería),
- Grand Designs Live (diseño y decoración),
- London Boat Show (deportes náuticos),
- Salón del automóvil de Londres.
- Bett Show (educación)

## Deportes
Para los Juegos Olímpicos de Londres 2012 se utilizó el ExCeL como sede olímpica que albergó las competiciones de boxeo, halterofilia, judo, lucha, tenis de mesa y taekwondo. Para ello se dividió cada recinto en dos, acondicionando así cuatro pabellones con capacidad para 6.000 a 10.000 espectadores. En 2020, se planeaba una carrera de monoplazas perteneciente al campeonato de la FIA Fórmula-E. Iba a ser un circuito mixto pasando tanto por el interior y exterior del Centro, con la línea de partida estando techada. Iba a ser la última carrera de la temporada 2019-20 de Fórmula-E pero debido a la Pandemia del COVID-19, la carrera fue suspendida hasta la temporada 2020-2021, fecha en la que si pudo disputarse.